# Aspendo
Aspendo (in greco antico: Ἄσπενδος?, Áspendos; in latino Aspendus) era un'importante città della Panfilia, secondo alcuni la più antica.
Si trova a circa 40 km. dalla città di Antalya.

## Storia

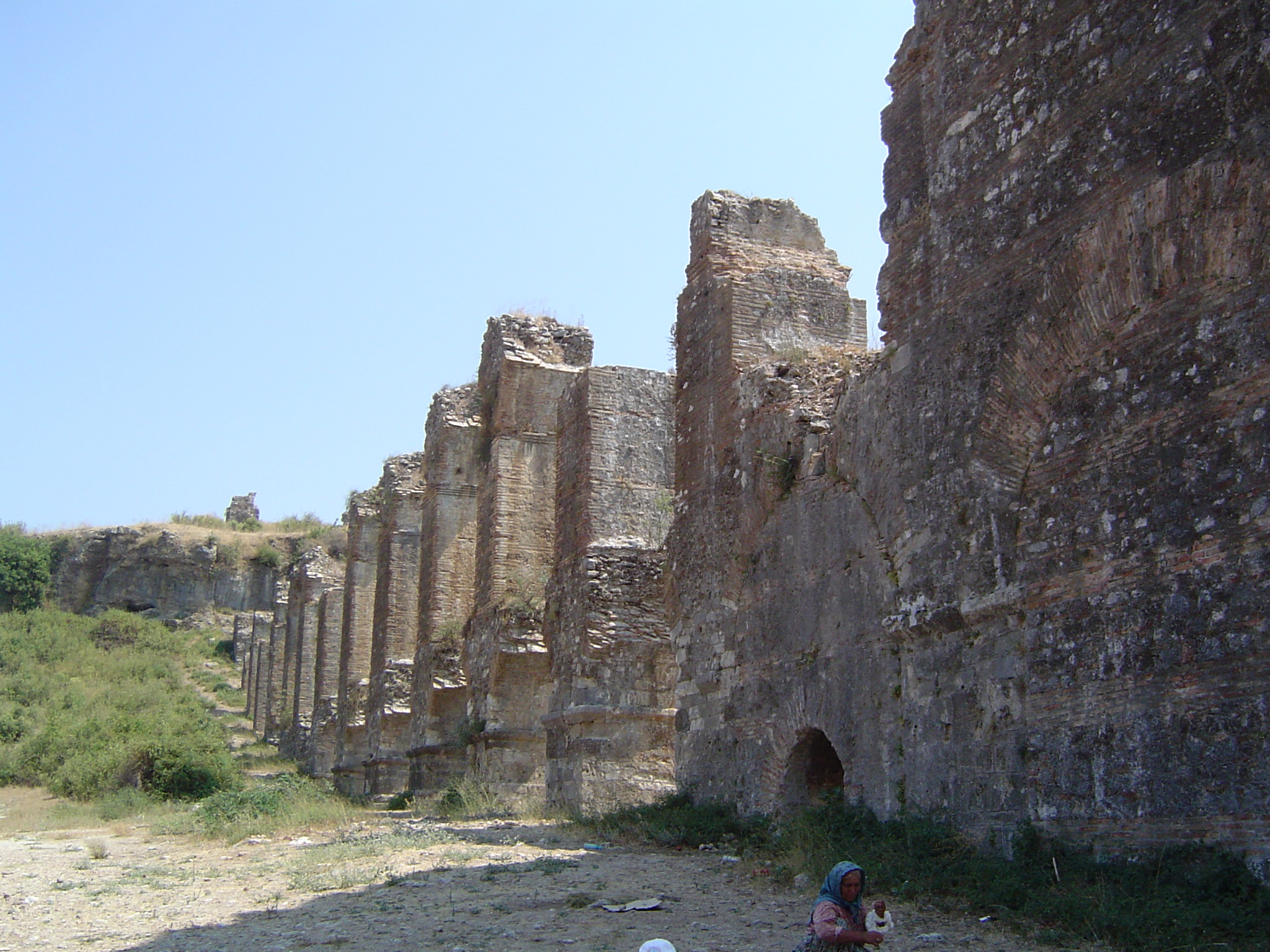
Un tratto dell'acquedotto

La tradizione più diffusa attribuisce la sua fondazione ad Argo, un'altra ad un eroe eponimo di nome Aspendo, un'altra ancora coinvolge dei fuggiaschi troiani.
Pur subendo gli influssi ellenici, Aspendo conservò a lungo il dialetto e i costumi indigeni: il suo nome antico era Estwediis (ciò è testimoniato dalla legenda delle monete).
Durante la campagna di Alessandro Magno la città tentò di resistergli ma, cinta d'assedio, s'arrese, concedendo ostaggi e pagando un tributo.
Passò poi sotto le dominazioni dei Tolomei e degli Attalidi ed infine, alla morte di Attalo III, sotto i Romani.
L'abitato si trovava sulla riva destra del fiume Eurimedonte, nell'entroterra della Panfilia, adagiato su un pianoro naturale circondato da pendii molto ripidi.
La città non è stata mai scavata: esistono solo dei disegni risalenti al 1890.
I monumenti noti sono: lo stadio (in realtà un ippodromo), l'agorà trapezoidale con tabernae e un ninfeo, il bouleuterion (alle spalle dell'agorà), la basilica, il grandioso acquedotto (lungo ben 600 metri), il teatro romano e il ponte sull'Eurimedonte.

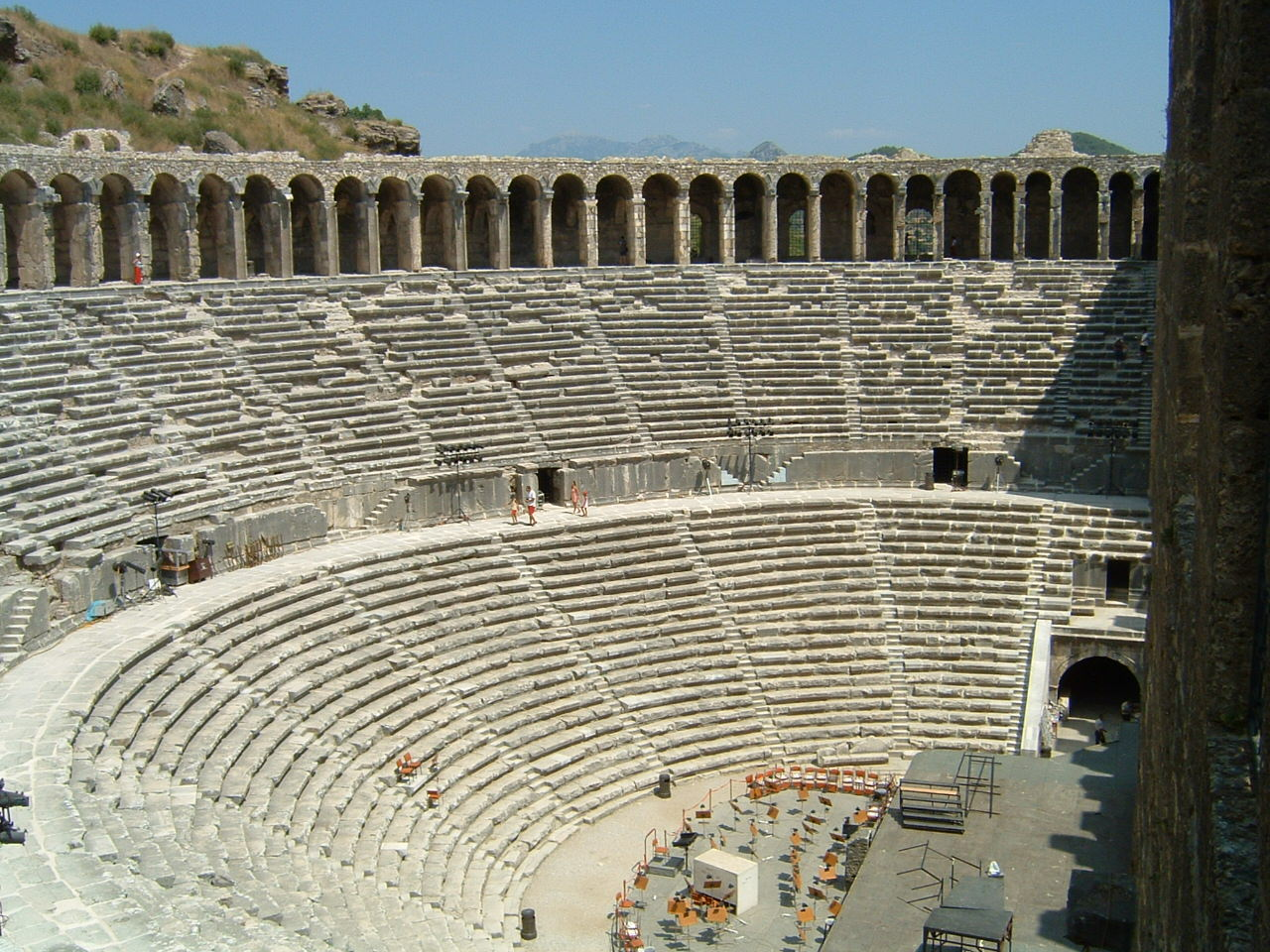
Il teatro romano di Aspendo